# Ceraticelus laetabilis
Ceraticelus laetabilis là một loài nhện trong họ Linyphiidae.
Loài này thuộc chi Ceraticelus. Ceraticelus laetabilis được Octavius Pickard-Cambridge miêu tả năm 1874.